# Nārneh
Nārneh (persiska: نارنه) är en ort i Iran.   Den ligger i provinsen Mazandaran, i den norra delen av landet, 140 km nordväst om huvudstaden Teheran. Nārneh ligger 1 972 meter över havet och antalet invånare är 114.
Terrängen runt Nārneh är kuperad åt nordväst, men åt sydost är den bergig. Nārneh ligger nere i en dal.Runt Nārneh är det ganska tätbefolkat, med 108 invånare per kvadratkilometer. Närmaste större samhälle är Sepār Deh, 4,1 km nordväst om Nārneh. Trakten runt Nārneh består i huvudsak av gräsmarker.